# چوچین‌اوباکه

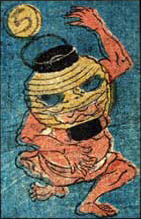
نقاشی چوچینباکه در بازی اباکه کاروتا

چوچین‌اوباکه∗ ("دیو فانوس کاغذی") (به ژاپنی: 提灯お化け) دیوی از دیوهای تسوکومگامی است. تسوکومگامی نوعی یوکای ژاپنی است که از اشیائی که صد عمر کنند درست می‌شود، جوری که این اشیا پس از گذشتن صد سال، جنبان و زنده می‌شوند. پس چوچین‌اوباکه از چوچین ("فانوس کاغذی") صد ساله به وجود می‌آید. نمایش‌ها این دیو را معمولاً با یک چشم و زبانی بلند و از دهان بیرون مصور می‌کند.